# Historicidade (filosofia)
A historicidade na filosofia é um conceito de que tudo ao nosso redor tem uma origem e evolução histórica. Essa ideia se aplica a conceitos, práticas e valores que usamos no dia a dia. Essencialmente, a historicidade propõe que nada existe de forma fixa ou universal, mas sim que tudo se desenvolve ao longo do tempo. Por exemplo, instituições como a democracia ou ideias sobre direitos humanos não surgiram prontas, mas evoluíram através da história. Isso contrasta com a visão de que certas coisas são "naturais" ou "essenciais" e, portanto, imutáveis.
A historicidade está relacionada ao conceito fundamental de história, ou à intersecção entre teleologia (o conceito e estudo do progresso e propósito), temporalidade (o conceito de tempo) e historiografia (semiótica e história da história). O "a priori" histórico (historicidade de um processo histórico) consiste em conceitualizações variadas de historicidade, enfatizando o progresso linear ou a repetição ou modulação de eventos passados.

## Conceitos de historicidade
Na fenomenologia, a historicidade é a história da constituição de qualquer objeto intencional, tanto no sentido de história como tradição quanto no sentido em que cada indivíduo tem sua própria história. Naturalmente, esses dois sentidos são frequentemente muito semelhantes: a história de um indivíduo é fortemente influenciada pela tradição na qual o indivíduo é formado, mas a história pessoal também pode produzir um objeto que não faria parte de nenhuma tradição. Além disso, a historicidade pessoal não se desenvolve da mesma maneira que a tradição.
O termo Historicidade na fenomenologia teve origem na obra de Edmund Husserl e foi desenvolvido por continuadores da fenomenologia como Alfred Schütz, Martin Heidegger e Maurice Merleau-Ponty.
Martin Heidegger argumentou em Ser e Tempo que é a temporalidade que dá origem à história. Todas as coisas têm seu lugar e tempo, e nada do passado está fora da história. Ingo Farin argumenta que Heidegger se apropriou do conceito de Wilhelm Dilthey e de Paul Yorck von Wartenburg e esclarece ainda mais o significado de Heidegger:
Heidegger chama de historicidade autêntica a consciência histórica que reconhece todo esse alcance (isto é, a “simultaneidade” de passado, presente e futuro na ação histórica que alguém decide empreender).
Francis Fukuyama, em O Fim da História e o Último Homem, argumentou que o colapso do comunismo soviético levou a humanidade ao "fim da história", onde as maquinações dialéticas globais do mundo foram resolvidas com o triunfo do capitalismo liberal.
Antes de Fukuyama, Jean Baudrillard propôs um conceito diferente do "fim da história". Os escritos mais aprofundados de Baudrillard sobre a noção de historicidade são encontrados nos livros "Estratégias Fatais" e "A Ilusão do Fim". Foi por esses escritos que ele recebeu uma denúncia de capítulo inteiro do físico Alan Sokal (junto com Jean Bricmont), devido ao seu suposto uso indevido de conceitos físicos de tempo linear, espaço e estabilidade. Em contraste com o argumento de Fukuyama, Baudrillard sustentava que o "fim da história", em termos de um objetivo teleológico, sempre foi uma ilusão provocada pela vontade da modernidade em direção ao progresso, civilização e unificação racional. E essa era uma ilusão que, para todos os efeitos, desapareceu no final do século XX, trazida pela "velocidade" com que a sociedade se movia, efetivamente "desestabilizando" a progressão linear da história (são esses comentários, especificamente, que provocaram a crítica de Sokal). A história foi, por assim dizer, ultrapassada por sua própria realização espetacular. Como o próprio Baudrillard colocou de forma irônica:
O fim da história é, infelizmente, também o fim das latas de lixo da história. Não há mais latas de lixo para descartar velhas ideologias, velhos regimes, velhos valores. Onde vamos jogar o marxismo, que na verdade inventou as latas de lixo da história? (No entanto, há alguma justiça aqui, uma vez que as próprias pessoas que os inventaram caíram.) Conclusão: se não houver mais latas de lixo da história, isso porque a própria História se tornou uma lata de lixo. Tornou-se o seu próprio caixote do lixo, tal como o próprio planeta se está a tornar no seu próprio caixote do lixo.
Essa abordagem da história é o que marca as afinidades de Baudrillard com a filosofia pós-moderna de Jean-François Lyotard : a ideia de que a sociedade — e a sociedade ocidental em particular — "abandonou" as grandes narrativas da história (por exemplo, a chegada do comunismo ou o triunfo da sociedade moderna civilizada). Mas Baudrillard complementou esse argumento afirmando que, embora essa "abandono" possa ter ocorrido, o mundo global (que, na escrita de Baudrillard, é nitidamente distinto de uma humanidade universal) está, de acordo com sua compreensão espetacular de si mesmo, condenado a "encenar" esse final ilusório de uma forma hiperteleológica — representando o fim do fim do fim, ad infinitum . Assim, Baudrillard argumenta que — de maneira semelhante à do livro Meios sem Fins, de Giorgio Agamben — a sociedade ocidental está sujeita à restrição política de meios que são justificados por fins que não existem.